# Maisi fisheri
Maisi fisheri là một loài bọ cánh cứng trong họ Cerambycidae.